# Nostoc
Nostoc là một chi của vi khuẩn lam nước ngọt, có khả năng tạo nên những quần thể hình cầu từ những chuỗi các tế bào liên kết với nhau được bảo vệ trong một lớp vỏ dẻo. Thường thì người ta ít khi tìm thấy quần thể Nostoc trên mặt đất; nhưng sau khi trời mưa, chúng nở thành những khối dẻo lớn có thể nhận thấy bằng mắt thường. Người ta từng cho rằng những khối dẻo này rơi từ trên trời xuống, nên đã từng gọi quần thể sinh vật này là sao băng hay sao dẻo. Chúng cũng từng được gọi là bơ của phù thủy. Chủ của trang web World Wide Words, Michael Quinion, nói rằng người dân xứ Wales gọi chúng là pwdre sêr, có nghĩa phần ung thối của những ngôi sao  Lưu trữ ngày 11 tháng 11 năm 2010 tại Wayback Machine. Tên gọi chung trong tiếng Việt của chi này là tảo trứng ếch.
Nostoc có thể được tìm thấy trên những đất đá ẩm; đáy suối, hồ; và (rất hiếm) ở những môi trường biển. Nó cũng sống cộng sinh trong mô của một số loài thực vật, chẳng hạn như với các loài bèo hoa dâu, cung cấp khí nitơ cho chúng. Những vi khuẩn này có chứa sắc tố quang hợp trong tế bào chất giúp chúng có khả năng quang hợp.

## Các loài
Vi khuẩn Nostoc thuộc họ Nostocaceae, bộ Nostocales. Có các loài sau:
- N. azollae
- N. caeruleum
- N. carneum
- N. comminutum
- N. commune
- N. ellipsosporum
- N. flagelliforme - Tóc tiên (dùng làm thực phẩm)
- N. linckia
- N. longstaffi
- N. microscopicum
- N. muscorum
- N. paludosum
- N. pruniforme
- N. punctiforme
- N. sphaericum
- N. spongiaeforme
- N. verrucosum

## Dùng trong ẩm thực
Chứa protein và vitamin C, vi khuẩn Nostoc được chế biến và tiêu thụ như một loại thực phẩm, chủ yếu ở châu Á (Trung Quốc, Nhật Bản, và Java).